# Samcova incensana
Samcova incensana är en fjärilsart som beskrevs av Walker 1863. Samcova incensana ingår i släktet Samcova och familjen mott. Inga underarter finns listade i Catalogue of Life.